# Есауленко, Николай Савельевич
Николай Савельевич Есауленко (1919—1997) — старший лейтенант Советской Армии, участник Великой Отечественной войны, Герой Советского Союза (1945).

## Биография
Николай Есауленко родился 14 сентября 1919 года на хуторе Трудобеликовский (ныне — Красноармейский район Краснодарского края) в казачьей семье. Учился в станичной школе, по окончании поступил в Горловское Горное училище С.С. Полякова . После окончания училища работал забойщиком на шахте в Горловке. В 1938 году Есауленко был призван на службу в Рабоче-крестьянскую Красную Армию. В 1940 году окончил Ворошиловградскую военную авиационную школу лётчиков. С декабря 1942 года — на фронтах Великой Отечественной войны. Участвовал в боях на Кубани, битве за Кавказ, освобождении Украинской ССР. В октябре 1943 года под Мелитополем был сбит, приземлился на вражеской территории, при этом уничтожил пять немецких солдат, пытавшихся взять его в плен, а затем прошёл около 40 километров до линии фронта. Участвовал в освобождении Крыма, Ясско-Кишинёвской операции, освобождении Румынии, Болгарии, Югославии, Венгрии.
К февралю 1945 года старший лейтенант Николай Есауленко командовал эскадрильей 210-го штурмового авиаполка (136-й штурмовой авиадивизии, 10-го штурмового авиакорпуса, 17-й воздушной армии, 3-го Украинского фронта). К тому времени он совершил 138 боевых вылетов на штурмовку и бомбардировку скоплений боевой техники и живой силы противника.
Указом Президиума Верховного Совета СССР от 18 августа 1945 года за «образцовое выполнение боевых заданий командования на фронте борьбы с немецкими захватчиками и проявленные при этом отвагу и геройство» старший лейтенант Николай Есауленко был удостоен высокого звания Героя Советского Союза с вручением ордена Ленина и медали «Золотая Звезда» за номером 6910.
В 1948 году Есауленко был уволен в запас. Проживал в Севастополе, работал на одном из промышленных предприятий. Скончался 28 июля 1997 года, похоронен на аллее Героев кладбища «Кальфа» в Севастополе.

## Награды
Был также награждён двумя орденами Красного Знамени, орденами Отечественной войны 1-й и 2-й степеней, орденом Красной Звезды, рядом медалей.

Могила Есауленко на кладбище «Кальфа» в Севастополе.

## Память
В честь Есауленко названы школы в Севастополе и Трудобеликовском.